# Erik Andersson i Skogen
Erik Andersson (i riksdagen kallad Andersson i Skogen), född 18 maj 1764 i Gagnefs socken, död 25 juni 1829 i Gagnefs socken, var en svensk riksdagsman i bondeståndet.
Andersson företrädde Säters läns fögderi av Kopparbergs län vid riksdagarna 1809–1810, 1810, 1812 och 1823 samt dessutom Västerdals fögderi 1810 och 1823.
Under riksdagen 1809–1810 var han ledamot i expeditionsutskottet. Vid 1810 års urtima riksdag var Andersson elektor för bondeståndets utskottsval och ledamot i statsutskottet. Under den urtima riksdagen 1812 var han ledamot i bondeståndets enskilda besvärsutskott och i allmänna besvärs- och ekonomiutskottet. Vid sin sista riksdag 1823 var Andersson ledamot i statsutskottet och suppleant i opinionsnämnden.